# Fortaleza de Sarria
La Fortaleza de Sarria es una antigua fortificación de origen medieval de la que actualmente sólo se conserva una torre de flanco, conocida popularmente como Torre del Batallón. Se encuentra situada en el casco histórico municipio de Sarria, provincia de Lugo, localización coincidente con la ruta de peregrinación a Santiago de Compostela por el Camino Francés. Es propiedad de la familia Pérez-Batallón.

## Historia
En la parte más alta de la villa de Sarria, se conservan parte de los restos de una fortaleza militar del siglo XV, aunque sus orígenes se remonten probablemente al siglo XII, en tiempos de Gutierre Ruiz de Castro y Elvira Osorio, señores de Lemos y de Sarria, cuando la casa Castro gozaba de un gran poder en Galicia. 
La documentación que se conserva de la época no permite establecer una fecha exacta sobre el año de su construcción, pero sí se sabe que se levantó en el siglo XIII en un alto desde el que dominaba la denominada en aquel tiempo Vila Nova de Sarria, probablemente en un lugar ocupado antiguamente por un castro. Desde 1325 hasta 1430 fue una posesión vinculada al título vitalicio y no hereditario de "conde de Trastámara, Lemos y Sarria", título nobiliario que junto con las grandes rentas asociadas servía a los reyes para fidelizar a algunos nobles. Algunos nobles célebres poseedores de la fortaleza fueron, entre otros, Álvar Núñez de Osorio, el infante don Enrique de Trastámara, Fernán Rúiz de Castro y Bertrand Duguesclin.   
La fortificación fue destruida casi por completo durante las Revuelta Irmandiña entre los años 1467 y 1469, en un conflicto conocido como la Gran Guerra Irmandiña. Posteriormente los vasallos que en aquellos tiempos estaban sujetos a su dominio de la casa Osorio fueron obligados a reconstruirla con su trabajo por orden de Pedro Álvarez Osorio, I Conde de Lemos con carácter hereditario. Para levantar de nuevo la fortaleza los vasallos precisaron de la ayuda de bueyes para acarrear las pesadas piedras, siendo las tareas realizadas a costa de los vasallos de las “Cinco Probas” que posteriormente integrarían el Marquesado de Sarria: A Pobra de Sarria, Santo Estevo da Pobra de Neira de Susao (Baralla), A Pobra de Adai (O Corgo), San Xillao da Pobra (Láncara) y A Pobra de Triacastela. La edificación fue objeto de varios asedios a finales del siglo XV durante las guerras entre el Conde de Trastámara, el de Lemos y el mariscal Álvaro González de Ribadeneira, lo que hizo que los Reyes Católicos la tomaran bajo su protección y evitaran su derribo, mientras que otras de Galicia fueron derribadas por completo. El motivo fue su presencia en una situación privilegiada con el Camino de Santiago. Los Reyes Católicos se la concedieron a los condes de Lemos, ya de la segunda rama de los Castro y los Osorio. Posteriormente el 1 de mayo de 1543 Fernando Ruiz de Castro y Portugal -hijo de la III Condesa de Lemos y futuro IV Conde de Lemos- fue favorecido por su primo tercero, el Emperador Carlos V, con el título marquesal sobre la villa y el mayorazgo de Sarria. Durante estos años en esta fortificación pernoctaron Isabel y Fernando, Carlos I y Felipe II.
La fortaleza estuvo habitada hasta alrededor de 1730 viviendo en ella el Corregidor, Justicia Mayor o Merino Mayor de las cinco «pobras». Fue la sede hasta este momento también del Regimiento y Justicia de la Villa y Marquesado de Sarria. 
Perteneció a la casa de Castro hasta que Joaquín López de Zúñiga Sotomayor y Castro (1715-1777), XIII conde de Lemos, X marqués de Sarria, grande de España fallece sin descendencia, por lo que el condado de Lemos pasa junto al marquesado de Sarria a la rama parental más cercana, la Casa de Berwick. James Francis Edward Fitz-James Stuart y Ventura Colón de Portugal (1718-1785), XIV conde de Lemos, XI marqués de Sarria, III duque de Berwick y grande de España; hereda el título al ser el cuarto nieto de Fernando Ruiz de Castro y Portugal (hermano del VII y VIII conde de Lemos).

## Actualidad

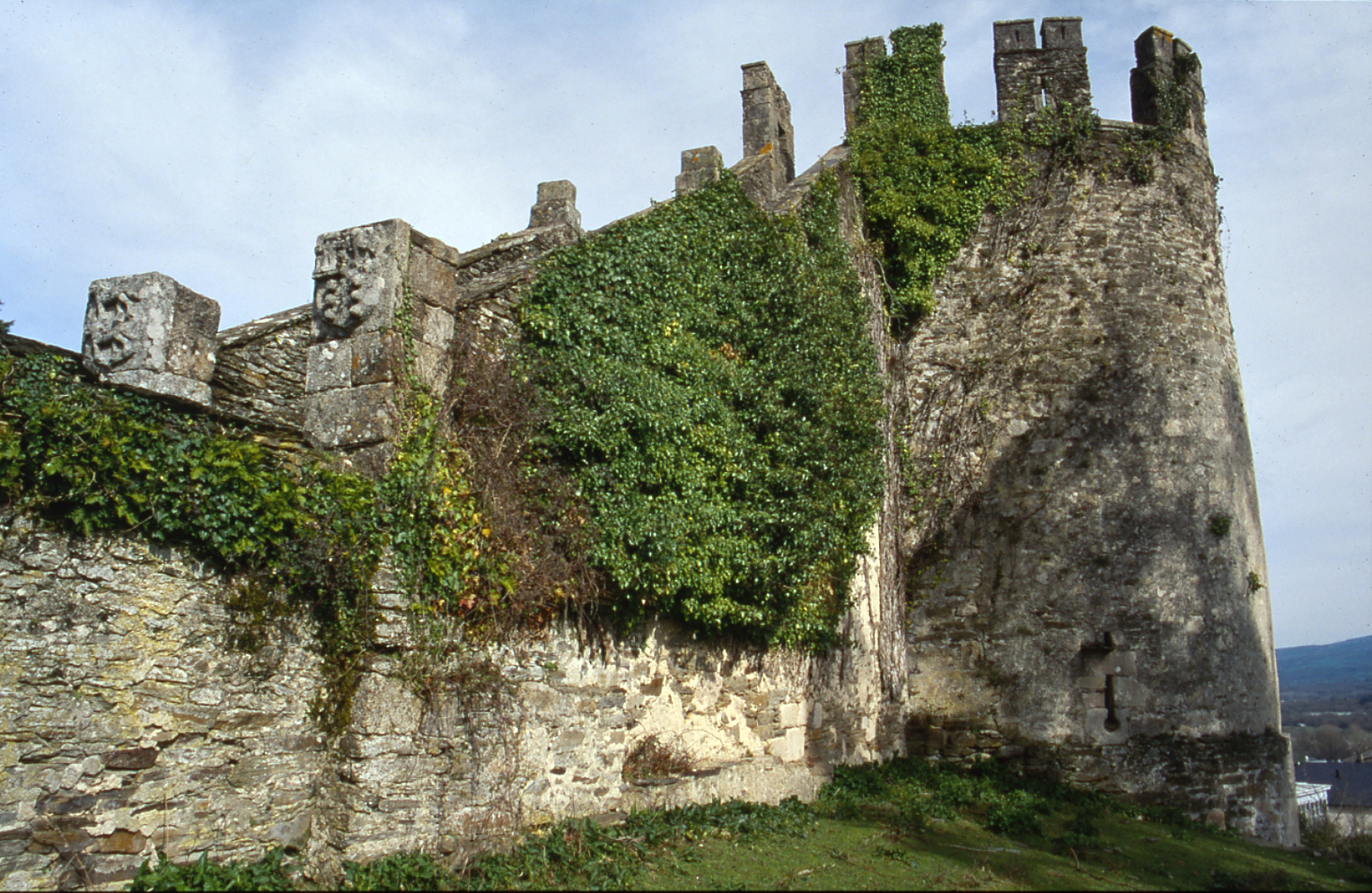
Fortaleza de Sarria

Hasta el año 1820 la persona que contaba con el título nobiliario de marqués era señor territorial de la villa y del marquesado, el cual comprendía las denominadas entonces como cinco Pobras. Por esta razón, el marqués se encargaba de realizar nombramientos como el de alcaldes o escribanos, así como cobrar las rentas. Todas esas prebendas se terminarían entre los años de la dictadura de Primo de Rivera y la Segunda República.   
Entre las propiedades con las que contaba el marqués figuraba el símbolo de la villa, la Fortaleza que a pesar de estar en estado de abandono desde finales del siglo XVIII, estuvo en pie hasta 1860, cuando al ser el solar enajenado por el Duque de Alba, los terrenos fueron adquiridos, por mitades, por Manuel Pérez-Batallón y el ayuntamiento de Sarria, en tanto que la piedra de murallas y torres fue comprada por varias familias de la villa, siendo también empleada para la construcción de calles u otros tipos de obras. La mitad adquirida por el ayuntamiento se dedicó a ampliar el campo de la feria y dejarlo casi tal y como está en la actualidad.  
Originariamente la fortaleza contaba con amplia cerca, cuatro torres, dos de homenaje (una conocida de ellas conocida como de mercado) y dos de flanco. Además contaba con una gruesa muralla con la que cerraba un polígono, puente levadizo, sótanos, fosos, contrafosos y tenía varias casas en su interior. En estas viviendas residían el merino, oficiales de la cárcel y los denominados hombres de armas, así como una cámara reservada para el conde.  
Actualmente se conserva tan solo una torre de flanco de losa y piedra de granito, recubierta que estuvo de mortero, que alcanza los 15 metros de altura, desde donde se puede contemplar un espléndido paisaje de la Veiga de Sarria (Monte Santa Cristiña, Cha de Santa Marta, Serra Illoá, Monte Meda, Serra Oribio). 
A su cima se llega por una escalera abierta en parte de un lienzo de muralla, y conserva escudos con armas de los Castro, Enríquez y Osorio. En la pared que cerca la finca se ven varias cruces de un “viacrucis” del siglo XVIII. En el interior de la torre esta cubierto a siete metros de altura por una bóveda de directriz débilmente apuntada, y a su cima se llega por una moderna escalera. No esta permitida la entrada puesto que el torreón y su parcela son propiedad de la familia Pérez-Batallón. Desde hace algunos años el ayuntamiento gestiona su adquisición para que forme parte del patrimonio municipal.